# کتابخانه عمومی محمودآباد
کتابخانه عمومی محمودآباد کتابخانه‌ای عمومی واقع در خیابان آزادی، کوچه دانش، جنب فرمانداری محمودآباد می‌باشد. 
این کتابخانه با زیربنای ۷۵۶ مترمربع و مساحت ۹۰۰ مترمربع در ۲ طبقه با درجه ۲ فعالیت می‌کند.

## بخش‌ها
مخزن کتاب، مرجع